# Eriodictyon capitatum
Eriodictyon capitatum là loài thực vật có hoa trong họ Mồ hôi. Loài này được Eastw. mô tả khoa học đầu tiên năm 1933.